# 曹禺故居
39°08′08″N 117°11′41″E / 39.13553°N 117.19467°E曹禺故居是中国現代剧作家以及戏剧教育家曹禺在天津的故居。该建筑位于当时的天津意租界的文森索罗西道（今河北区民主道23号-25号），为天津市文物保护单位和重点保护等级历史风貌建筑。2010年，建成曹禺故居纪念馆。

## 历史
1910年9月24日，曹禺出生于天津，其父萬德尊曾任黎元洪的秘書。曹禺在这作建筑中度过了幼年、童年和青少年的时光。

## 建筑风格

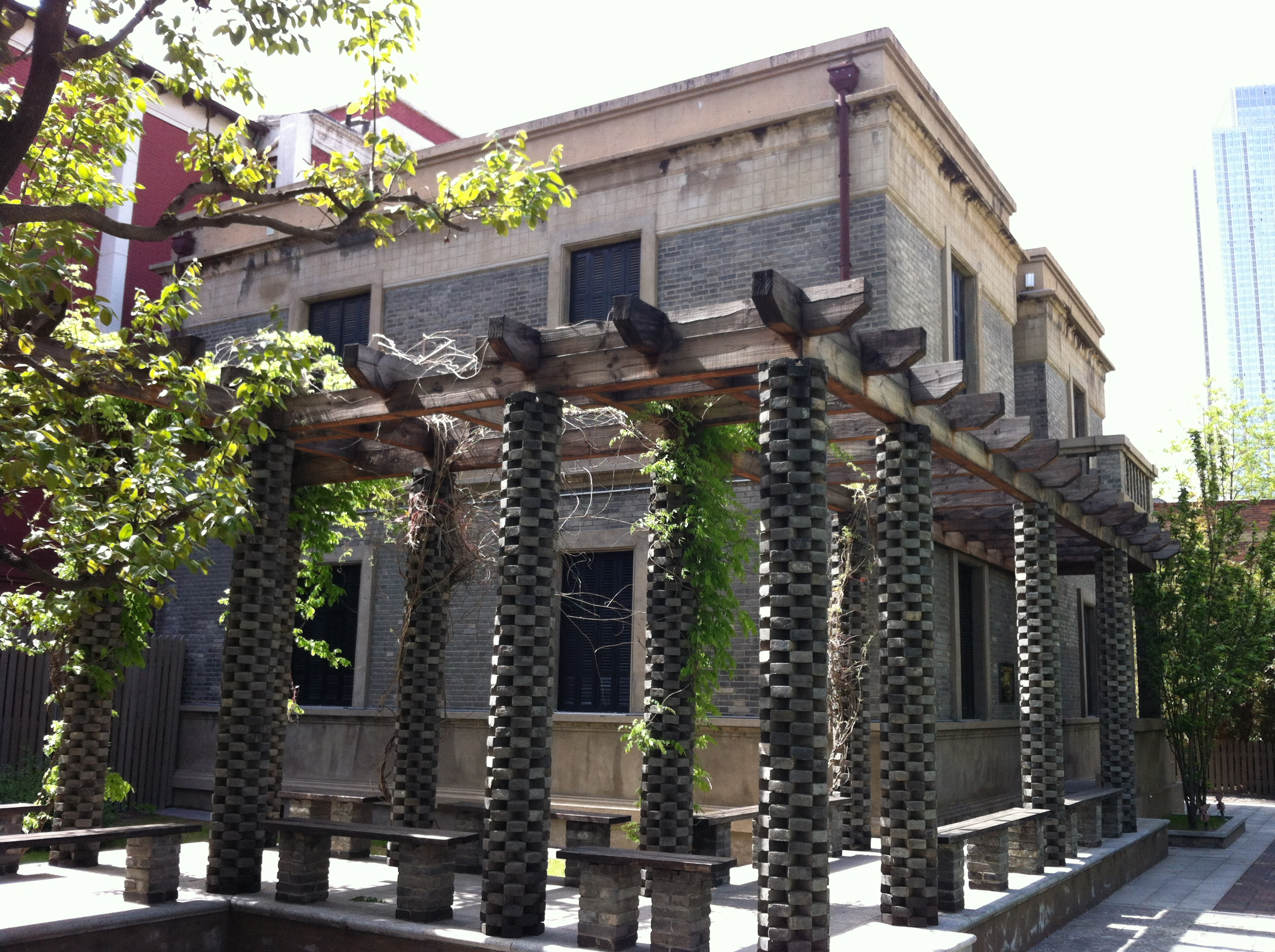
曹禺旧居后楼

曹禺故居始建于清末，总建筑面积为912平方米，前后两楼均为砖木结构。位于河北区民主道23号-25号两个院内。其中，23号院占地面积510.89平方米，建筑面积483.29平方米，院内小楼坐南朝北，有过道二层。25号院占地面积401.55平方米，建筑面积343.82平方米。东至民主道21号院墙，西抵民主道27号院墙，北起南临民主道23院墙。院内设有砖木结构二层小楼和五间平房，小楼坐东朝西。

## 曹禺故居纪念馆
中华人民共和国成立后，天津市人民政府对曹禺故居的外檐和内部装饰进行整修，并建立“曹禺故居纪念馆”，将于2010年5月1日起免费对外开放。目前，纪念馆内部设有曹禺塑像、照片、手稿、书籍、曹禺用过的圆座、桌椅、怀表、餐具、煤炉等物品，并恢复客厅、书房以往模样。